# 灣流G650
灣流G650/G700/G800（英語：Gulfstream G650/G700/G800）（GVI）是由灣流航太制造的双发商務噴射機，自2005年开始研制，并于2008年对外公布。

## 设计与发展
湾流航太于2005年5月开展G650公务机的研制计划，2008年3月13日首次向公众披露。并在媒体会上称这是湾流航太最大，最快，也是最贵的私人飞机。
G650能以0.85至0.9马赫的高速巡航，最高速度能够达到0.925马赫，为同级别飞机中的翘楚。最大飞行距离13,000公里，意味着能够从芝加哥直飞上海，从洛杉矶直飞悉尼，或者从纽约直飞迪拜而途中不需要降落加油。机上配备了独立的厨房，还能选装各种娱乐设施，例如卫星电话和无线网络。其引擎采用由勞斯萊斯提供的BR725A1-12發動機，能产生17,000磅的推力。湾流航太称飞机的重量仅为45吨，能让飞机避开繁忙的大型机场，在小型机场降落，以节约客户的时间。
为了使内部空间更为充裕，湾流航太将G650的机身截面设计成椭圆形，而非传统的圆形。其客舱宽大约2.59米，高约1.96米，两侧共有16个舷窗。机舱由金属制造，而尾翼、翼梢小翼，后压力舱壁，发动机整流罩，客舱地板结构则大量的采用了复合材料来制造。

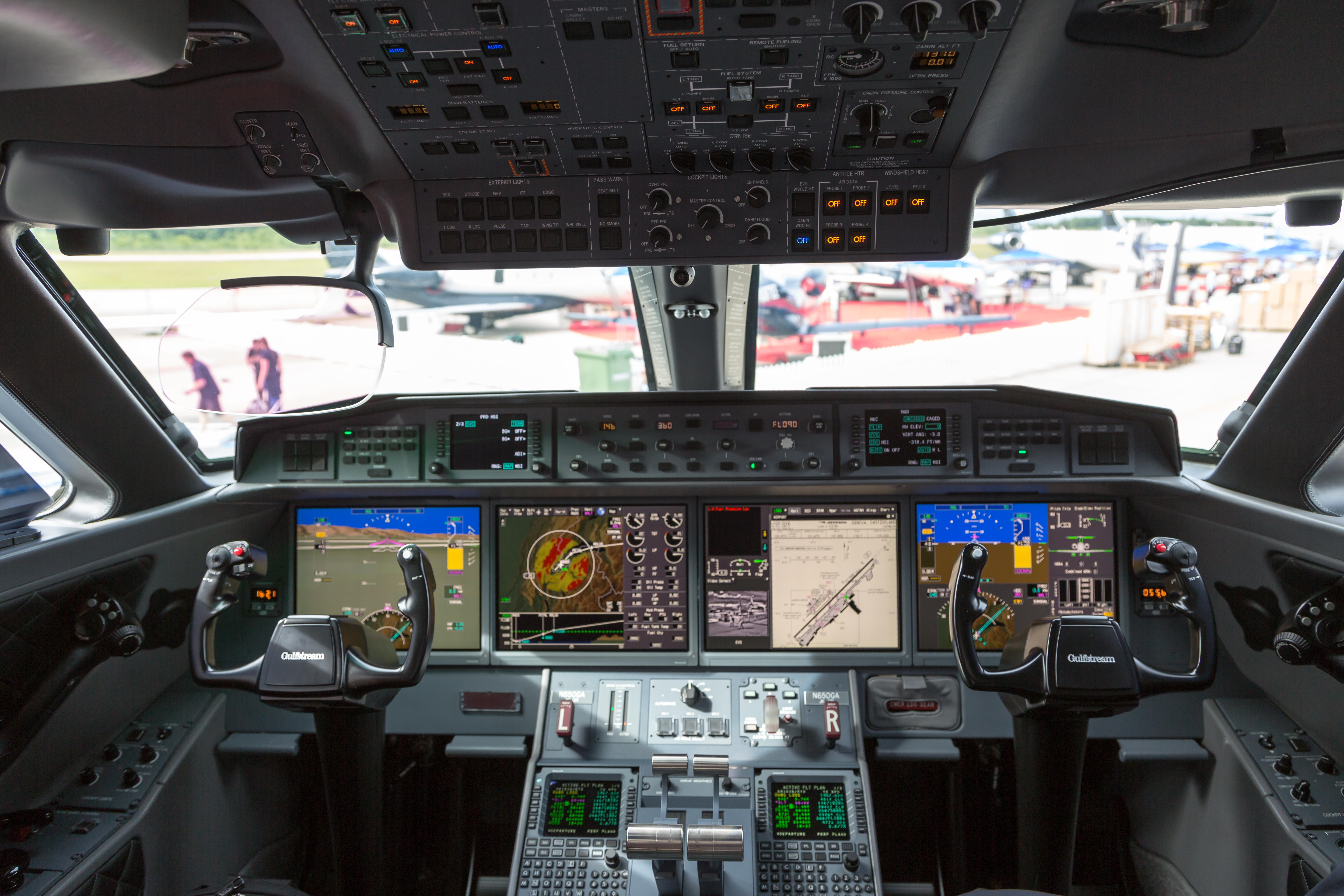
湾流G650的驾驶舱

G650完全采用线传飞控，所以在驾驶舱到机翼，尾翼之间没有机械控制的结构，而机身各个活动的部件由两套独立的液压系统来控制。如今越来越多的飞机都开始采用线传飞控，但是与之相同配备的只有达索猎鹰7X。G650和G550共用同一种操纵杆。
G650的机翼设计早在2006年便已完成，并通过了1400小时的风洞测试，该测试持续到2008年才完成。客舱也通过了气压测试，最大能够承受相当于18.37个标准气压的压强。
第一次试飞计划在2009年下半年。2009年9月26日，G650第一次用自己的动力开始滑行，并于29日向公众展示实机。2009年11月25日进行了处女航。当时随机乘坐的有来自美国联邦航空管理局和欧洲航空安全局的官员，并预计G650最早能在2011年交付使用，2012年启动其售后服务。
2010年5月4日测试结果最高时速达到了0.925马赫，同年8月26日，湾流航太提交的一份报告中称，在一次1800小时耐力测试中，飞行员让飞机机头向下俯冲，并最终得到了0.995马赫的最高速度。2011年4月，一架G650在测试中坠毁，于是所有G650被迫停飞。直至5月28日，结果查明并非飞机本身原因导致飞机坠毁才又开放测试。但是美国国家运输安全委员会和湾流航太会继续调查该起事故。
2012年9月7日，湾流G650拿到了美国联邦航空管理局签发的飞行许可。它的第一位拥有者是一名叫做普雷斯顿海恩的美国客户，该架飞机于2012年12月27日交付。

### G650ER
2014年5月18日，灣流在歐洲公務航空展上宣布，已開發出一款增程版本，名為G650ER。 由於燃油容量增加了4,000磅（1,814 公斤），G650ER能夠以0.85馬赫的速度飛行7,500海裡（13,900公里；8,600英里）。額外的燃料儲存在G650機翼內的現有空間中，已經製造的飛機可以快速升級到ER版本。 G650ER於2014年10月獲得認證，並於2014年底開始交付。

### G700

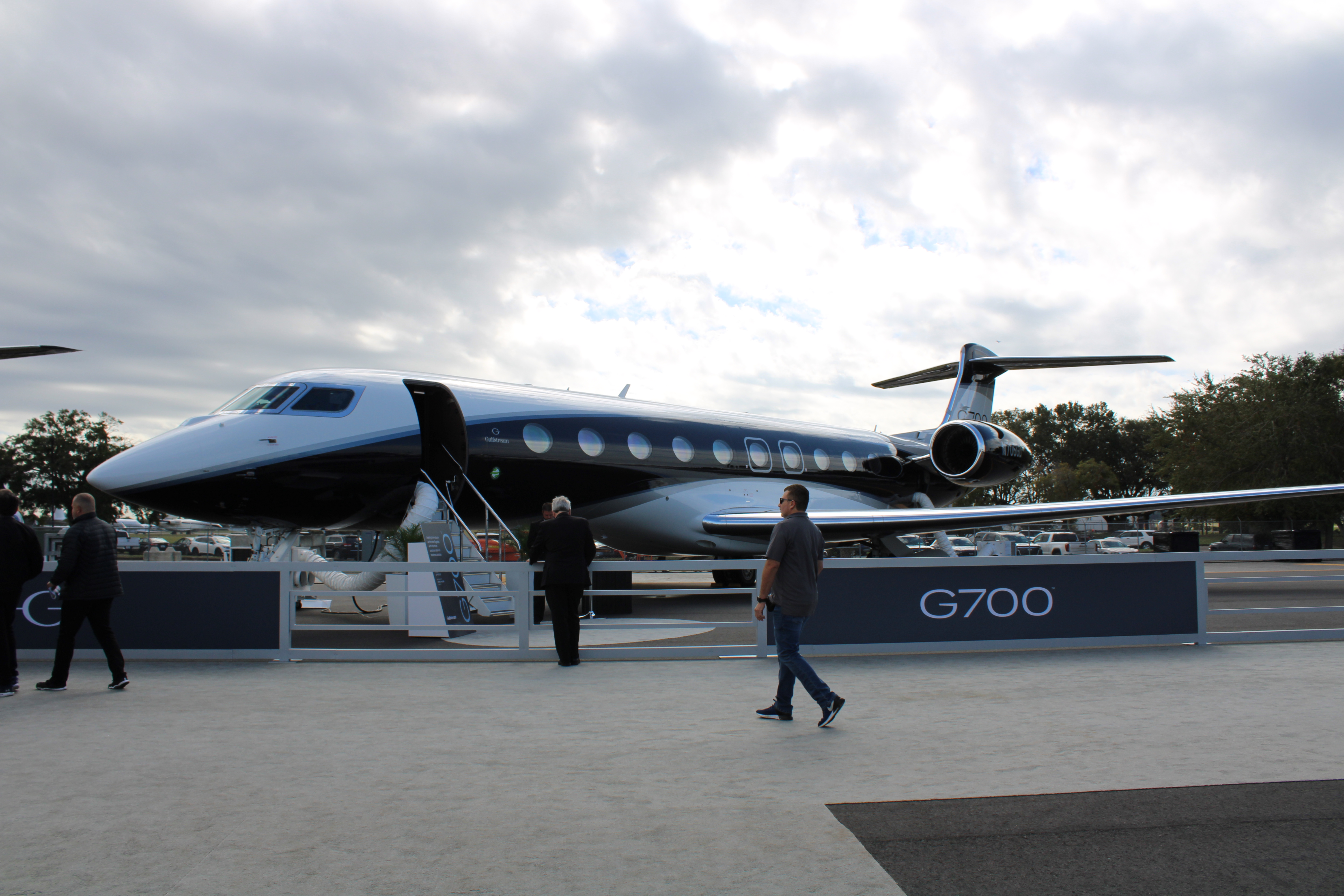
灣流G700

於2019年10月發布，與G650相比，改為侧桿駕駛，將機艙拉伸了10英尺1英寸（3.07m），每側的窗戶從原來的8個增加到了10個。18,250 磅力（81.2kN）的勞斯萊斯Pearl 700渦扇發動機的效率提高了2–3%。 對於相同的7,500海裡（13,900公里）航程，該飛機的最大起飛重量比G650ER重4,000磅（1,800 公斤）。

### G800

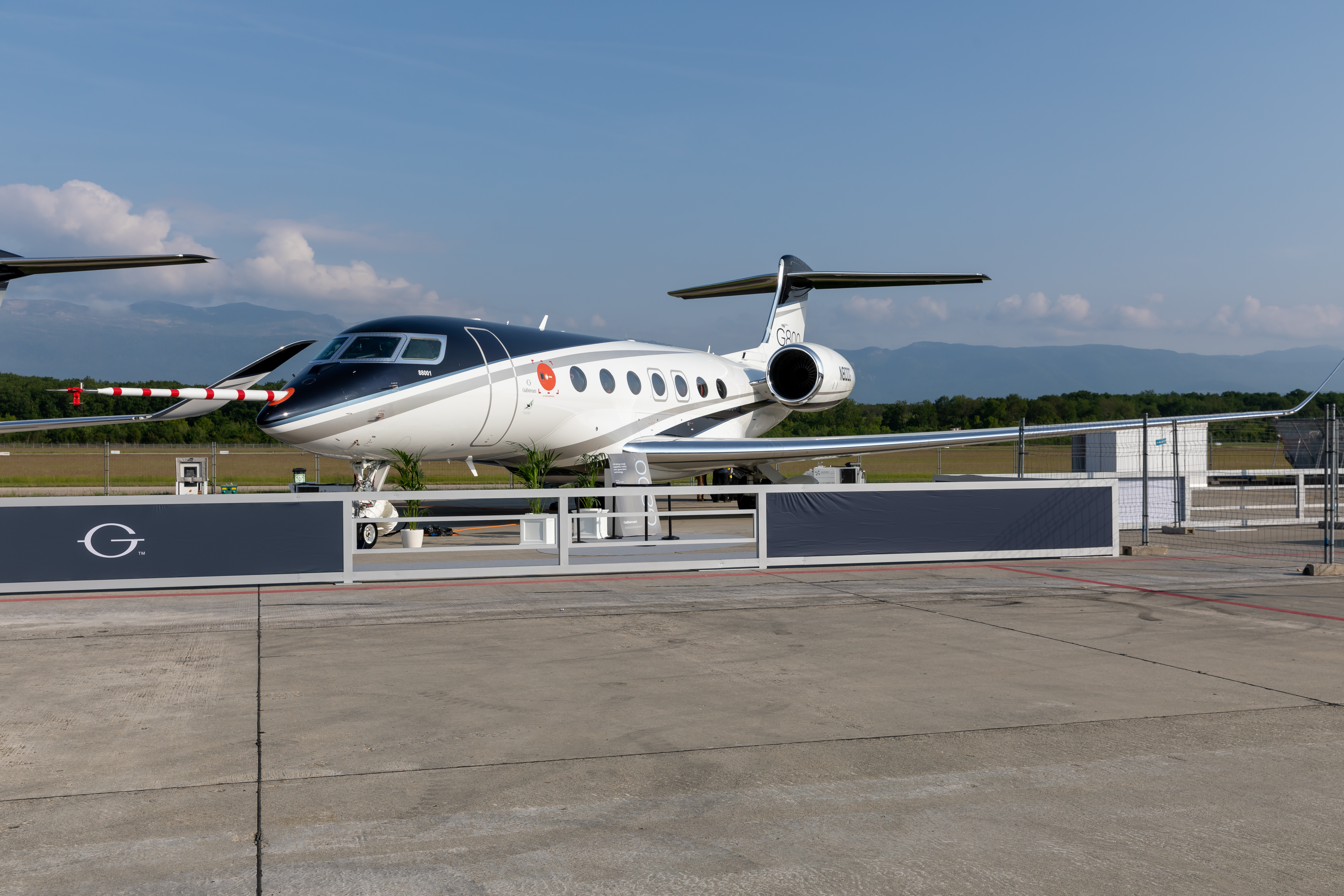
灣流G800

於2021年10月發布，預計將取代G650。

## 意外事故

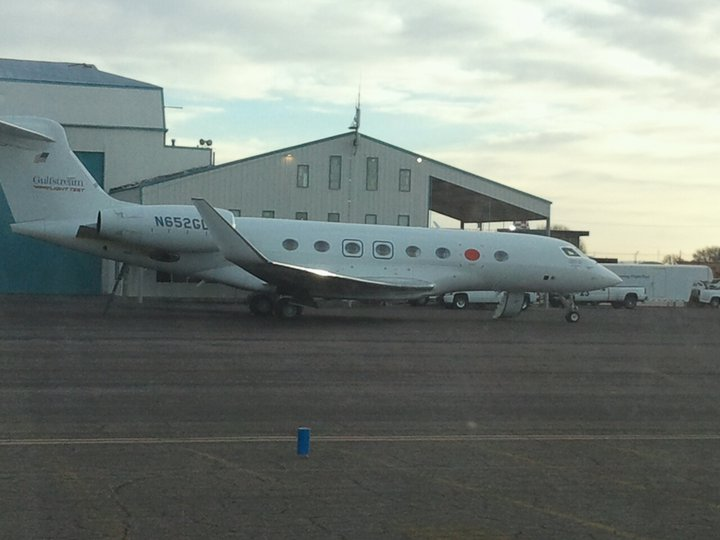
在测试中坠毁的G650，拍摄于坠毁前几星期

2011年4月2日，一架機身編號N652GD的灣流G650测试机从位于美國新墨西哥州的罗斯威尔国际航空中心起飞不久后坠毁，造成机上4人全部遇难，包括2名飞行员和2名測試工程師。当时灣流航太公司正進行飛行測試，模拟一台发动机失灵的紧急情况，右側发动机被刻意調整為怠速。飞机離地後，機長無法控制飛機，左側发动机產生的力矩令客機向右翻滾，右侧机翼先着地，机身破裂并着火。这起事故发生之后，灣流航太把G650的V2速度由135節調高到150節。
美国国家运输安全委员会调查后发现，這架單引擎運轉的飛機自離地起，就一直處於失速狀態。離地後，機組人員無法控制翻滾，最於坠毁失火。NTSB在調查中發現，客機「起飛」其實是由地面效应所產生升力所致。在特定攻角下，地面效应會減少阻力及產生抬升力。同時，灣流航太也錯誤地高估失速攻角。所以，在失速時，系統沒有對機組人員發出警告。此外，同款機型之前曾發生兩次同類事故，但灣流航太未有正視。兩次事故都涉及客機在起飛時失速，但未有導致機身受損。
在之前的測試中，灣流航太發現客機要在大幅高於預期速度下才能起飛。為達到原本的設計目標，讓客機可以在6000尺跑道上起飛，工程人員必須設法降低V2。不過，灣流航太不選擇以科學方法研究V2高於預期的原因，而是指示機組人員調整起飛程序。如果他們有作出深入研究，他們會發現預計的V2並不可能達成。
NTSB在調查報告中指出，意外主要由三個原因引起：
1. 灣流航太未能正確估算V2
2. 機組人員固執及堅持去嘗試錯誤估算的V2
3. 灣流航太未有對之前兩宗事故作出深入調查及研究

## 参数与性能
参考资料：Gulfstream data,Flightglobal cabin details
基本信息
- 机组：2 機師
- 容量：11–18 乘客
- 展弦比：7.7

性能